# 萬花樓
《万花楼》又名《万花楼演义》、《万花楼杨包狄演义》或《大宋杨家将文武曲星包公狄青初传》，十四卷六十八回，题“西湖居士手编”，“鹤邑李雨堂识”，一般認為是清人李雨堂的作品。序署“戊辰之春”，當成書於嘉庆十三年（1808年）。
作者李雨堂之生平不詳。《萬花樓》汲取了歷代有關楊家將、狄青、包拯的文学创作，综合了当时民间传说以及南宋话本、元明杂剧，故事內容以狄青故事为主、包公故事为穿插、杨家故事僅是衬托。狄青奉王禪老祖之命下山赴京，路上遇綠林好漢張忠、李義，三人結為兄弟。狄青一行人在萬花樓喝酒，不慎摔死制台胡坤之子胡倫。後來，包公親審此案，宣判狄青等人無罪開釋。時值西夏侵宋，三關元帥楊宗保向朝廷告急。狄青投軍報國，兵部尚书孙秀屢次在暗中害他，欲置之死地，幸得潞花王等四王爷相救而得免。狄青後來大败西夏，立下戰功。《萬花樓》的後半部分，作者成功的刻画包拯剛正不阿的形象。例如第四十七回，包拯因偶遇菜贩郭海壽，得以重審狸貓換太子一案，並施计扮阎王夜审郭槐，智破奇案。後宮劉后因案被贬入冷宫自盡，郭槐伏诛。包拯迎回李妃還朝。
然而《萬花樓》一書大抵是虚構，與史實不符，如杨宗保鎮守邊關實無其事，楊宗保亦是虛構人物。说宋真宗御驾亲征十一年，解澶州之围，亦屬捏造；《萬花樓》情節多模仿《粉粧樓》、《杨家将》、《说唐》等小說，人物性格亦多相同，故原創性不高，在英雄传奇小说中也算不得上乘佳作。但在作者努力之下，全書情节复杂，寫來有條不紊，故事丝丝入扣，可讀性頗高，因此該書流傳甚廣。小说的成功之处，在於包拯斷案的形象最为鲜明生动。狸猫换太子的完整具体的情节最早出自《萬花樓》，後为《三侠五义》所吸收。又如杨宗保的部将焦廷贵更是個性鲜明的形象，粗鲁莽撞，却又憨直可爱，常在關鍵時刻歪打正著，劇情峰迴路轉，形象類似程咬金。《五虎平西》、《五虎平南》可視為《萬花樓》續作。同治七年，江苏巡抚丁日昌把《万花楼》列為应禁淫书。